# فلکر بک
فلکر بک (انگلیسی: Volker Beck؛ زادهٔ ۱۲ دسامبر ۱۹۶۰ در اشتوتگارت) سیاست‌مدار اهل آلمان است. وی از اعضای بوندستاگ (پارلمان فدرال آلمان) از حزب سبز بین سال‌های ۱۹۹۴ تا ۲۰۱۷ بود. بک بین سال‌های ۱۹۹۴–۲۰۰۲ سخنگوی حزب سبز در مورد مسائل قانونی نیز بود. در سال ۲۰۱۴ توسط پارلمان آلمان به عنوان رئیس گروه دوستی پارلمانی آلمان و اسراییل انتخاب شد. وی پس از دستگیری به دلیل به همراه داشتن شیشه (ماده مخدر) از سمت‌های خود استعفا کرد و فقط کرسی نمایندگی خود را تا پایان دوره انتخابات در سال ۲۰۱۷ حفظ کرد.
وی علناً همجنس‌گراست. و تلاش بسیاری برای قانونی سازی ازدواج همجنس‌گرایان در آلمان کرد.

## شکایت علیه هاشمی شاهرودی
در پی حضور هاشمی شاهرودی در آلمان جهت درمان بیماری روزنامه اسرائیلی «جروسلم پست» به نقل از یک سیاستمدار حزب سبز آلمان گزارش داده‌است که او شکایتی را علیه آیت‌الله محمود هاشمی شاهرودی رئیس سابق قوه قضاییه تسلیم دادگاه‌ها کرده‌است. ولکر بک، عضو حزب سبز آلمان، که این شکایت را روز یکشنبه تسلیم دادگاه کرد به جروسلم پست گفت: «من یک شکایت جنایی تحویل دادم. آلمان نباید پناهگاه کسانی باشد که در کشور خود مردم را به دلایل سیاسی و مذهبی سرکوب می‌کنند و آنها را به مرگ تهدید می‌کنند. رژیم ایران زنانی که مورد تجاوز قرار گرفته‌اند را سرکوب می‌کند، همجنسگرایان، بهاییان، کردها و بی خدایان را سرکوب می‌کند.» او افزود: «اشتباه بزرگی خواهد بود که دولت فدرال به سازمان دهنده کشتارهای جمعی در نظام قضایی ایران اینجا مصونیت دیپلماتیک بدهد. ما نباید سیاحتگاه بهداشتی ناقضان حقوق بشر باشیم، در عوض آنها باید پاسخگو شناخته شوند.»
آقای ولکر روز سه‌شنبه ۱۹ دی به بی‌بی‌سی فارسی گفت: «من این شکواییه را بر اساس قوانین آلمان در ارتباط با جنایت علیه بشریت تنظیم کرده‌ام. آقای شاهرودی در دوران ریاستش بر قوه قضاییه مسئول صدور حدود ۲۰۰۰ حکم اعدام بوده که متهمان برخی از آنها کودک بوده‌اند.» آقای ولکر در پاسخ به این پرسش که آیا مصونیت دیپلماتیک آقای شاهرودی مانع از پیگرد قضایی آن نخواهد شد گفته: «او (آقای شاهرودی) هم اکنون یک مقام دولتی ایران محسوب نمی‌شود و گمان نمی‌کنم بتوان مصونیت دیپلماتیک را در مورد او روا دانست. خود من که سه سال نماینده پارلمان بودم، در آن ایام مصونیت قضایی و دیپلماتیک نداشتم.»
ولکر بک، نماینده بوندس‌تاگ در فاصله سال‌های ۱۹۹۴ تا ۲۰۱۷ میلادی، عضو کمیسیون حقوق بشر در مجلس فدرال آلمان بوده‌است. او به دویچه وله می‌گوید: «من سال ۲۰۰۶ به ایران سفر کردم و با نمایندگان مجلس ایران گفتگوهای بسیاری در مورد وضعیت حقوق بشر داشتم. با نمایندگان نهادهای مذهبی و نمایندگان اقلیت‌های دینی در ایران دیدارهایی داشتم. من سال‌ها عضو کمیسیون حقوق بشر بودم و گزارش‌های مربوط به نقض حقوق بشر در ایران را دنبال می‌کردم. نمی‌شود که آیت‌الله‌ها مردم ایران را سرکوب کنند، زنان، دگراندیشان، همجنس‌خواهان و بعد ما چشممان را ببندیم و هیچ نگویم.»